# Сосюра Володимир Миколайович
Володи́мир Микола́йович Сосю́ра (25 грудня 1897 [6 січня 1898], ст. Дебальцеве, Катеринославська губернія, Російська імперія — 8 січня 1965, Київ, Українська РСР, СРСР) — видатний український поет, письменник та перекладач. Автор понад 40 збірок поезій, широких епічних віршованих полотен (поем), роману «Третя Рота», бунчужний 3-го Гайдамацького полку Армії УНР. Належав до низки літературних організацій того періоду — «Плуг», «Гарт», «ВАПЛІТЕ» та інших. Кавалер двох орденів Леніна, лавреат Сталінської премії та Національної премії імені Тараса Шевченка.

## Життєпис

### Батьки і походження

Володимир Сосюра в молоді роки

Володимир Сосюра народився на станції Дебальцеве. Його батько, Микола Володимирович, за фахом кресляр, був людиною непосидющою й різнобічно обдарованою, змінив багато професій, вчителював, працював сільським адвокатом, шахтарем. Батько, за словами самого поета, мав французьке коріння.
«Батько мій був з походження (чоловіча лінія) француз, — правильно прізвище „Соссюр“, навіть з приставкою „де“. Пономаренко Пантелеймон Кіндратович 2, який читав початок цього роману, сказав мені, що я ніякий не француз і що правильно моє прізвище не „Соссюр“, а „Сюсюра“ (і відкіля він це узяв, бо в документах нашого колишнього волосного правління я дійсно записаний на прізвище „Сюсюра“), що у нього був друг його батрацької юності, козак із Кубанської станиці Брюховецька Сюсюра, що в тій станиці майже половина Сюсюрів». По жіночій лінії батько був карачаєвець і українець, по чоловічій теж українець. У цього під нижньою губою була еспаньйолка, а на підборідді волосся не росло. Вуса в нього були довгі, козацькі, запорозькі вуса! Задумливі, ніжно-суворі, світло-карі очі, орлиний ніс, високий лоб, тонкі брови. Він був стрункий, широкоплечий, з грудьми богатиря, трохи зігненими кавалерійськими ногами; ходив він ледь сутулячись і завжди дивився трохи вниз. Він був спокійний, мовчазний, чудесно малював, особливо аквареллю, пейзажі і любив малювати людські обличчя. Грав на гітарі і під її задумливий, срібний акомпанемент співав задушевних українських пісень. Писав вірші, але більше сатиричні."
Мати поета — Антоніна Дмитрівна Локотош (за походженням сербка) — із Кам'яного Броду (Луганськ). Колишня робітниця Луганського патронного заводу, займалася переважно хатнім господарством.
«Моя мама, як контраст до мого русявого татка, була чорна, майже циганка, мятежна і розкидана. Вона була красуня, її смугляві тонкі риси, темно-карі очі; чорні, аж жагучі, мов крила летючих птиць, красиво загнуті брови; нервові ніздрі майже класичного, з ледве помітною горбинкою носа завжди були в якомусь дивнім, хвилюючім русі. Мама була чудесно збудована. У неї було чорне, аж до синяви, волосся, і вся вона була як зоряна і пристрасна пісня. Вона дуже любила зорі і часто молилась і плакала під ними. В юності своїй вона працювала на патронному заводі в її ріднім місті Луганську (сама вона з Кам'яного Броду). І на загальноміськім балу одержала перший приз за красу. Там були претендентками і дочки багатіїв міста, а вона, звичайна робітниця, всіх їх перемогла. Татко нагадував мені похмурого козацького орла, а мама — якусь смугляву птицю, що їй не сидиться на місці і все вона хоче кудись полетіти. Як протилежність батькові, вона була дуже балакуча, її одвертість була потрясаюча.»
Своїм предком Володимир Сосюра називає француза, солдата наполеонівської армії, який прийшов в Росію під час відомого походу на Москву в 1812 році. Ім'я його Густав Сосюр. Володимир Сосюра стверджував, що його дід Володимир Кирилович, що також писав вірші, ставив під ними підпис «Соссюр». І навіть докоряв писарям за те, що вони українізували їхнє прізвище.
За підсумками аналізу проходження Володимира Сосюри, Володимир Подов, зробив висновки, що «по-перше, Наполеонівський солдат Густав Соссюр — не більш ніж вигадка, придумана самим поетом, по-друге, прізвище предків поета — Сосюра. По-третє, рід Сосюра був та залишається українським, по-четверте, наш земляк, видатний Володимир Сосюра походить із роду давніх лисичанських шахтарів.»

### Дитинство та юність
Злидні і голод були постійними супутниками сім'ї. Вони жили у напівзруйнованих будинках. Дім у селі Верхньому не став винятком. Іноді батьків охоплював відчай. Саме в один з таких моментів, у 1909 році, коли майбутньому поету ледве минуло 11 років, Антоніна Дмитрівна — мати хлопчини повела його на Донецький содовий завод, зі словами: «Може, візьмуть учнем, все-таки хлопець тямущий, хоч і малий ще…» Такі маломіцні працівники не потрібні були бондарній майстерні заводу, де виготовляли бочки для пакування соди. Але бригадир Пантелій Плигунов, сусід Сосюри, добре знав розпачливе становище цієї сім'ї. Щоденно поетові платили за це п'ятак.«А в нас не було ніякого будинку. Ми жили в напіврозваленій мазанці з тарантулами, в покинутому саду поміщика біля таємничих пустельних та страхітливих сараїв. Ми були вже дуже бідні. Батько продав наділ землі, що мав, куркулеві Андрону за 250 карбованців, хоч наділ коштував 1100 карбованців — п'ять десятин. Андрон платив нам золотими п'ятірками дуже рідко, поки не виплатив борг. Так от ми, хоч і були бідні, а все ж я іноді купував фісташки, які дуже любив.»
У 1909–1911 роках працював на содовому заводі міста Верхнього (більш відоме як Третя Рота, нині в складі міста Лисичанська) в бондарському цеху, телефоністом, чорноробом. З 1911 до 1918 рік навчався в двокласному міністерському училищі міста Верхнього, трикласному нижчому сільськогосподарському училищі на станції Яма Північно-Донецької залізниці, маркшейдерському бюро Донецького содового заводу (місто Верхнє). Одержавши домашню підготовку від батька, Володимир вступив одразу на третє відділення, що відповідає нинішньому третьому класу. Заняття лірик відвідував не завжди регулярно, через брак взуття та одягу. Після закінчення початкової школи Володимир Сосюра вступив тут же, у Верхньому, в ремісниче училище на слюсарне відділення. Однак спеціальність ця не припала йому до душі.
«Він платив нам за фунт міді 8 копійок, за фунт заліза — копійку, за фунт чавуну — півкопійки і копійку за три фунти жерсті. Якось мама взяла мене за руку і повела в заводську бондарну майстерню, де я почав працювати учнем. Пантелій Плигунов, цеховий бригадир, платив мені щодня 5 копійок, а я за це збирав цвяшки по цеху. Потім кваліфікація моя підвищилась: я почав „заовтарювати“ діжки для бікарбонату, тобто вбивати цвяхи в маленькі обручі над дном і вгорі діжки з внутрішнього боку ободу і вбивати кільця в дно цих діжок. Ще в Сьомій Роті, де татусь був сільським писарем, я, коли пас із селянськими хлопчиками і дівчатками телят і корів, крім ігор „у крем'яшки“, навчився грати пальцями на губах… Я ж інколи одержував гривеник „на цукерки“. Мені дуже подобалось працювати на бондарці, а грати марші набридло, бо від них у мене боліли губи і німіли руки. Всі робітники були веселі й співучі. А рум'яний і красивий Панько Плигунов, наш цеховий бригадир, тільки походжав своєю тихою походкою по цеху і привітливо та радісно всім посміхався. Він був ласкавою людиною, задушевний, щирий і поетичний. Ніколи ні на кого не кричав і не бив, і робота навколо кипіла, вся в піснях і сонці. Може, й бували в нього конфлікти з робітниками, але я не пам'ятаю цього. Моя дитяча уява була сповненою піснями і райдугою праці… Я всім серцем віддавався праці. Я дуже полюбив її і хотів бути як дорослі. Але я був малий, а дитячий труд заборонявся на заводі, і коли приходив інспектор праці, Панько Плигунов ховав мене у велику діжку, а коли інспектор залишав цех, я вилазив звідти і радісно поринав у дзвінкий і світлий світ праці. Але недовго тривала моя золота радість… Довелося мені покинути завод, бо малим не дозволялося працювати в цьому кіптявому й гуркотливому гіганті.»

### Доба Визвольних змагань

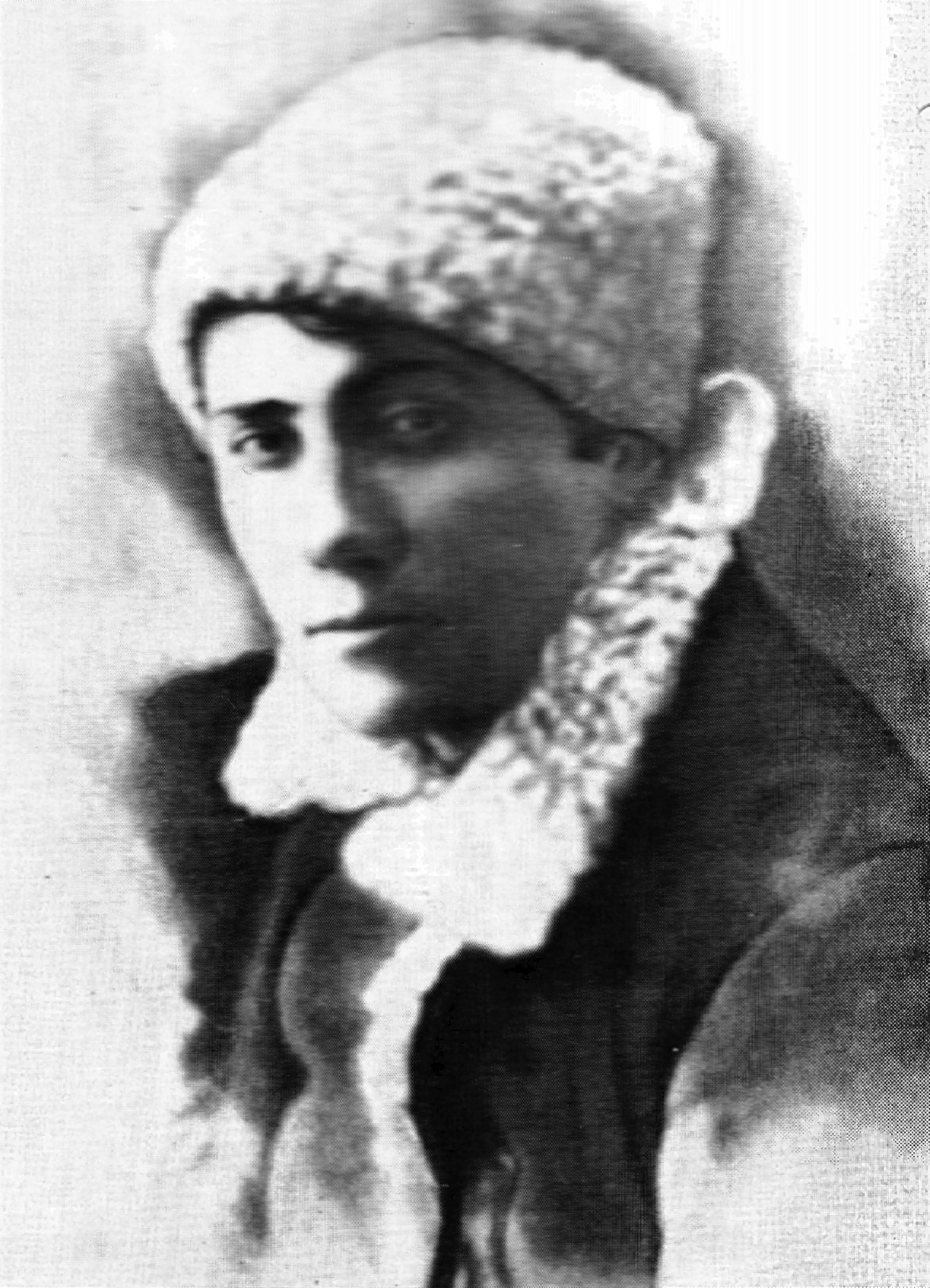
Володимир Сосюра

Володимир Сосюра брав участь в Українській революції в Армії УНР, пізніше перебував у Червоній армії. У 1964 році колишній заступник командира 7-ї сотні українського полку імені гетьмана Петра Дорошенка, який у березні 1917 року сформувався і до кінця року перебував у Сімферополі, старшина А. Орел (ініціал не розшифрований — можливо, «Андрій»), згадував, що під його керівництвом тоді служив «рядовик з блискучими карими очима й воронячим крилом чуба на лобі, такий безвусий, як і я, юнак, що пізніше став відомим поетом, — Володимир Сосюра». У життєписі поета цей факт ніде не згадується.

Володимир Сосюра

У липні 1919 року прибув до Житомирської юнацької школи (Спільна військова школа), коли вона розміщувалася у Смотричі. Був зарахований до 4-ї пішої сотні сотника Зубка-Мокієвського, яка вважалась зразковою. Більше того — був ройовим цієї сотні (як колишній бунчужний гайдамаків). Перший бій з білогвардійцями виявився вдалим для юнаків, однак уночі з 20 на 21 листопада 1-ша юнацька сотня, у складі якої був Володимир Сосюра, на чолі з хорунжим Свідерським у монастирі села Коржівці у повному складі потрапила в полон до Сімферопольського офіцерського полку білогвардійців. У Жмеринці полонених юнаків з 1-ї сотні розмістили у бараку для тифознохворих, де вони всі, зокрема й Володимир Сосюра, захворіли на тиф. Потому частину юнаків вивезли до Одеси на лікування. Деякі з них (у тому числі й Сосюра) пізніше залишилися у зайнятій червоними Одесі, інші виїхали разом з білими до Криму.
По закінченні громадянської війни вчився в Комуністичному університеті в Харкові (1922—1923) і на робфаку при Харківському інституті народної освіти (1923—1925); належав до літературних організацій «Плуг», «Гарт», ВАПЛіте, ВУСПП.

### Ранній період творчості
Великий вплив на Володимира Сосюру як поета склав його дід — Володимир Кирилович: «Дід, як і мій батько, писав вірші, теж із сатиричним уклоном і теж українською й російською мовами. Пам'ятаю зміст його сатиричної поеми українською мовою, датованої 1859 роком. Дід мій був дуже балакучий, натхненний і все мені розповідав про Гарібальді 6 і взагалі всякі інтересні романи. Він розповідав так натхненно, що у мене од захвату серце сіяло, як сонце, і я не міг його наслухатись.»

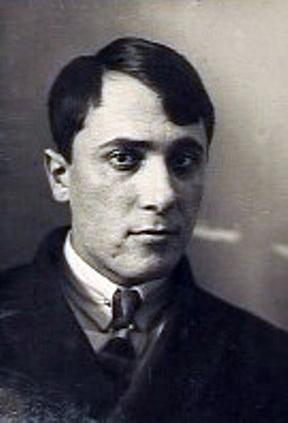
Володимир Сосюра, орієнтовно кінець 1920-х років

Літературна творчість Володимира Миколайовича Сосюри починалась також у Третій Роті. Свої перші поетичні спроби російською мовою Володимир Сосюра відносить до 1914 року (усі рукописи загинули у роки Першої світової війни). Перший вірш (російською мовою) надрукував 1917. В архівах збереглися недруковані вірші Сосюри (українською мовою), писані за його перебування в Армії УНР, але перша збірка «Поезії» вийшла 1921, що досі вважалася його першою книжкою (проте віднайдений документ коригує цю думку: рукою Сосюри в нім записано, що в 1918 році було надруковано й видано першу збірку його поезій «Пісні крові…», але її поки не знайдено).
Раптову славу принесла йому революційно-романтична поема «Червона зима» (1922), визнана за найвидатніший зразок поетичного епосу громадянської війни в Україні. Цій темі Сосюра присвятив і багато інших творів, в яких органічно поєднується інтимне з громадським і загально-людським: збірка «Місто» (1924), «Сніги» (1925), «Золоті шуліки» (1927) і низка інших. 21 липня 1921 року в Харкові відбулися перші збори молодих українських письменників, на зборах читали свої твори Володимир Сосюра, Степовий, Грицько, Г. Журба, Майк Йогансен.
У газеті «Голос рабочего» за жовтень — грудень 1917 року було вже опубліковано 28 віршів поета. Такі, як «Над прудом», «Он пришел», «Родина», «Отзвучали аккорды», «Гроза», «Жизнь», «Если можешь»  та інші. У ранній творчості постійно присутні вічні теми — кохання, щастя, сльози…
Уже в перших збірках Сосюра виявив себе найсильнішим ліриком в українській поезії своєї доби. Його співучі й повні незглибної ліричної стихії поезії вражають задушевністю, революційним запалом і пристрастю інтимних почувань. Основні джерела, якими живилася лірика Сосюри (народна творчість, Тарас Шевченко і пізніші лірики), перетопилися в його поезії на оригінальний стиль, позначений класичною простотою вірша, співучістю і романтичним піднесенням.

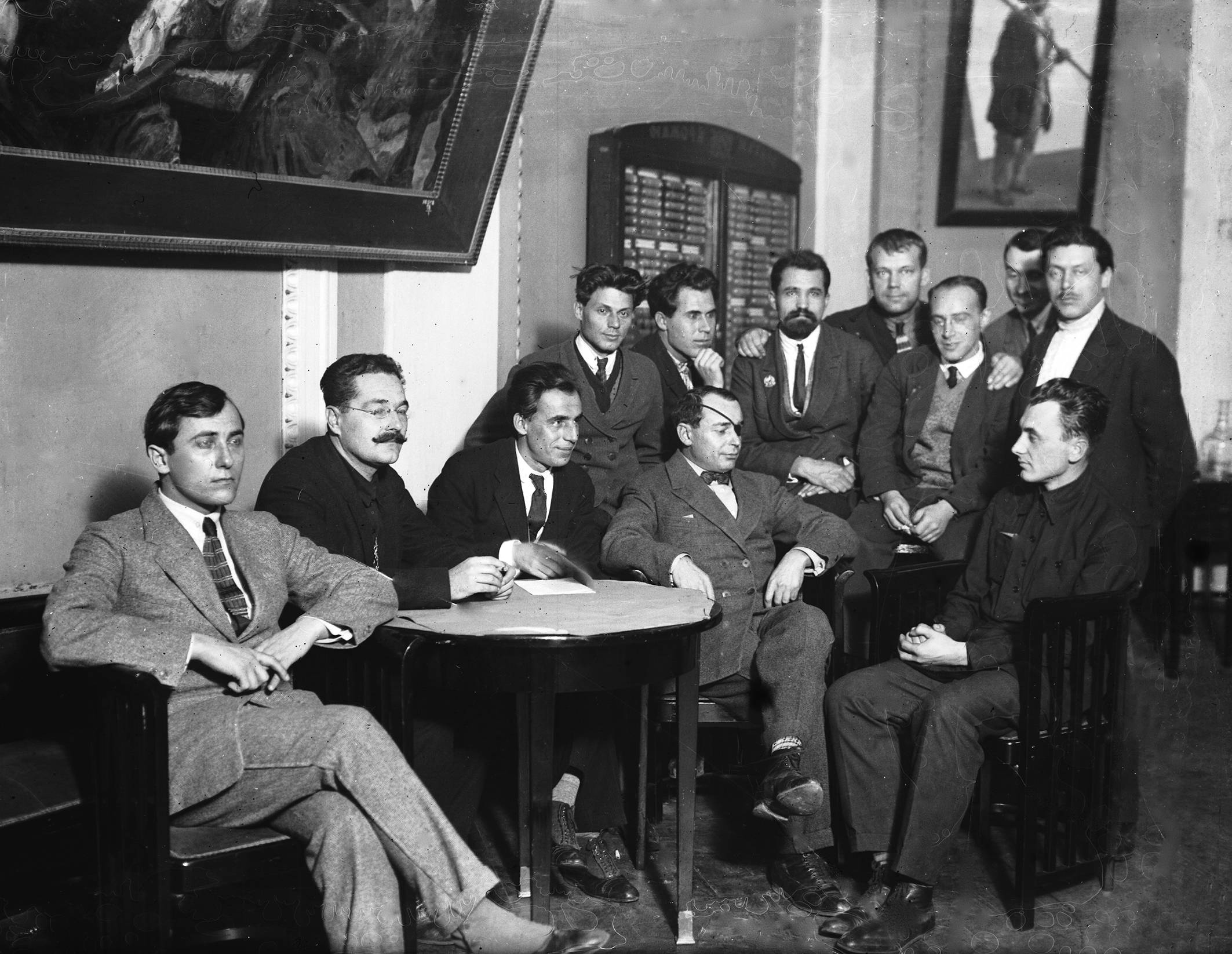
Володимир Сосюра серед українських письменників. 1920-ті

Починаючи вже з раннього періоду творчості, в поезії Сосюри знайшли відображення і суперечності його доби: типова для українського інтелігента 20-х років неможливість поєднати відданість більшовицькій революції з почуттям національного обов'язку: поема про внутрішнє роздвоєння («комунар і націоналіст») «Два Володьки» (1930), відразу після виходу заборонена збірка «Серце» (1931). Попри заборони, у творчості Сосюри того часу потужно пробивається мотив українського патріотизму (недрукована поема «Махно», відома лише в уривках «Мазепа», 1930).

### Пізня творчість
На початку 30-х років це призвело Сосюру до конфлікту з комуністичною партією, членом якої він був з 1920. На тлі голодної смерті мільйонів українських селян, і репресій та розстрілів діячів української культури за постишевщини це довело Сосюру до межі психічного розладу. Попри ці несприятливі обставини, у 1930-х роках Сосюра, поруч з будівничою тематикою (типовий «Дніпрельстан» ще з 1926), майже єдиний в Україні культивував інтимну, любовну лірику: «Червоні троянди» (1932), «Нові поезії» (1937), «Люблю» (1939), «Журавлі прилетіли» (1940) та інші.
У 1941 році евакуйований до міста Уфа (тепер Республіка Башкортостан, Російська Федерація). У 1942 році працював в Українському радіокомітеті у Москві, у 1943 році — у редакції фронтової газети «За честь Батьківщини». З того часу збірки: «Під гул кривавий» (1942), «В годину гніву» (1942), поема «Олег Кошовий» (1943) та інші.
З повоєнних збірок визначніші: «Зелений світ» (1949), «Солов'їні далі» (1956), «Так ніхто не кохав» (1960). Помітне місце в творчості Сосюри посідають також ширші епічні полотна: поеми «1871» (1923), «Залізниця» (1924), віршований роман «Тарас Трясило» (1926).

### Останні роки життя

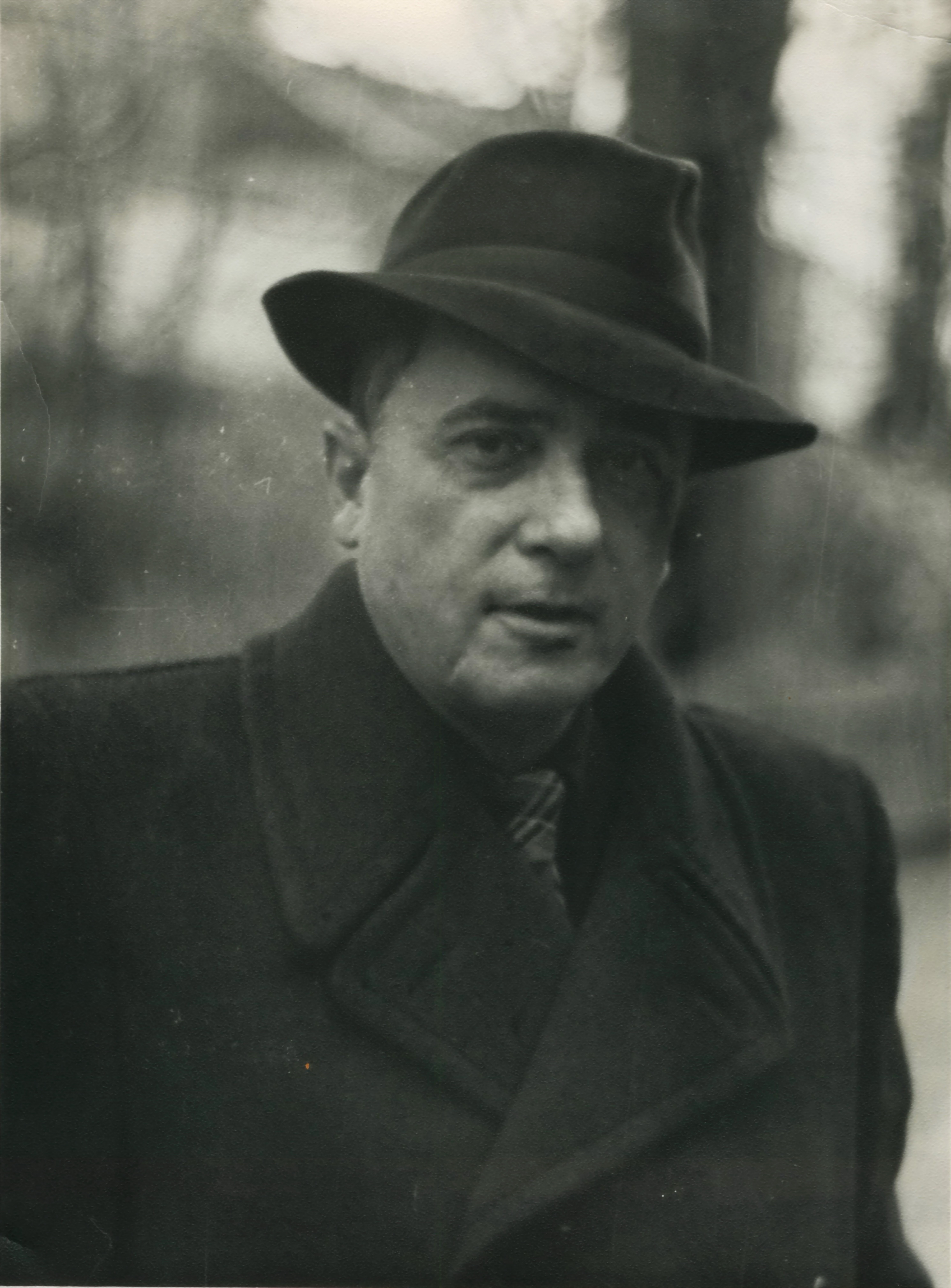
Володимир Сосюра у бл. 1956 р.

У 1948 році Сосюру відзначено найвищою тоді нагородою — Сталінською премією, але в 1951 він знову зазнав гострих нападів критики, приводом до чого була стаття в газеті «Правда», яка обвинувачувала Сосюру у «буржуазному націоналізмі» за патріотичну поезію «Любіть Україну», написану 1944 року. Зазнав неприємностей і його приятель — філолог Юрій Кобилецький, якому поет присвятив цю поезію.
В 1948 році Володимир Сосюра побував на Донбасі, приїхавши в рідну Третю Роту. Тут він зустрів рідних (на той час була жива ще його мати, Антоніна Дмитрівна), з давніми друзями, виступив на вечорі в заводському Палаці культури імені В. І. Леніна. Через два роки поет знову приїжджав на Донбас.
За таких обставин у поета виникла психічна хвороба і він був змушений декілька разів лягати до лікарні. Незважаючи на велику продуктивність (понад 40 збірок поезій), творчі досягнення Сосюри були значно нижчі за його можливості[джерело?].
Збірні видання творів Сосюри: «Поезії в 3 томах» (1929—1930), «Твори в 3 томах» (1957—1958), «Твори в 10 томах» (1970—1972).
У 1937–1957 роках мешкав у Києві в будинку письменників Роліт, з 1957 року — в будинку на вулиці Михайла Коцюбинського, 2, де йому згодом встановлено пам'ятну дошку.
У 1958 році пережив перший інфаркт, відтоді перестав вживати алкоголь, курити та грати в улюблений більярд. Підкосив Сосюру другий інфаркт, після якого він майже не виходив з помешкання. «…вони з мамою поїхали якось у Кончу-Заспу і через день-два тато помер», — згадував син Володимир.
Було це 8 січня 1965 року. Похований у Києві на Байковому цвинтарі (надгробний пам'ятник — граніт; скульптор О. О. Банников; встановлений у 1968 році).

## Особисте життя

Володимир Сосюра

Офіційно Володимир Сосюра був одружений тричі.
Уперше — в 1922 році. Його дружина — Віра Каперівна Берзіна, колишній політрук червоноармійського ескадрону, студентка, як і він сам. Жили у повоєнному Харкові. Цій жінці присвятив поему «Робфаківка». Причиною розлучення стали її шовіністичні погляди:
Ми з тобою зійшлися в маю,
ще не знав я, що значить ідея.
Ти й тоді Україну мою
не любила, сміялася з неї.
Від першого шлюбу в нього було двоє синів — Олег і Микола.
Вдруге Сосюра одружився в 1931 році з Марією Гаврилівною Даниловою, з якою познайомився у Сталіно. Вона була на 12 років молодшою, закінчила балетну школу в Києві. 15 січня 1932 року в них народився син Володимир.
У 1949 році Марію Сосюру заарештували «за розголошення державної таємниці», адже вона розповіла, що є агентом НКВД (мала псевдо «Даніна») і заслали до Казахстану. Через п'ять років вона повертається і з'ясовується, що Володимир взяв третій шлюб. Заради Марії Гаврилівни він розриває попередній шлюб та повертається до неї. Разом вони прожили до кінця життя поета.

## Вибрані твори

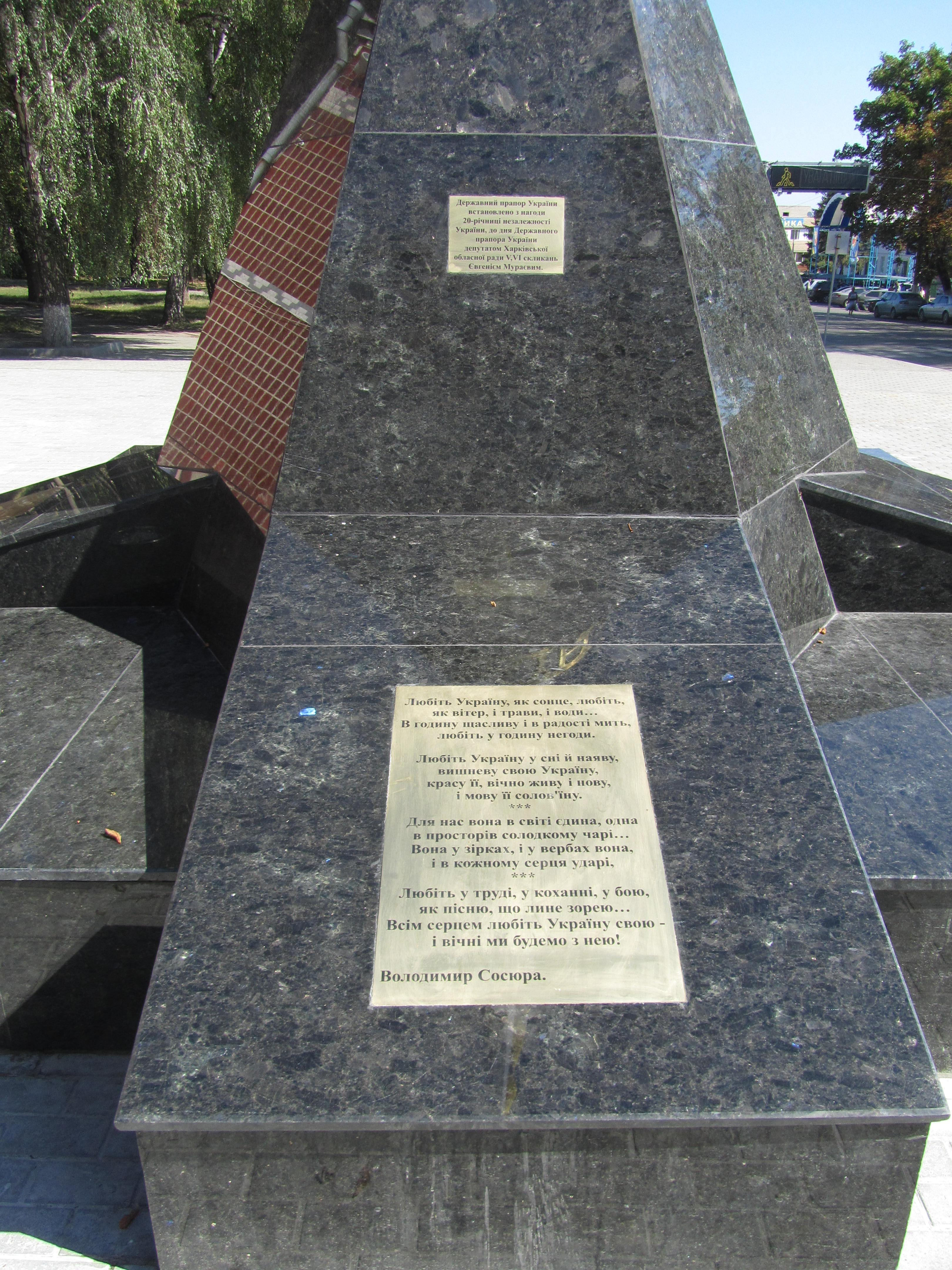
Слова вірша «Любіть Україну» на постаменті Державного прапора України, встановленого у Змієві на честь 20-ї річниці Незалежності

### Романи
- Третя Рота (1926-30; 1942; осінь 1959 — весна 1960)
- Червоногвардієць (1937-40; віршований роман)
- Сосюра В. Тарас Трясило: роман / Володимир Сосюра. — Харків: Держ. вид-во України, 1926.

### Вірші
- Білі акації будуть цвісти
- Васильки
- Весняний сад
- Вода десь точить білий камінь
- Ганна
- Ганна Іванівна
- Гей, рум'яні мої небокраї
- Дніпрельстан
- До брата
- Іще не скресла крига на Дніпрі
- Зима
- Коли потяг у даль загуркоче (аудіофайл, голос В. Сосюри)
- Коли світало
- Люблю весну, та хто її не любить
- Любіть Україну (1944)
- Літо
- Марії
- Не скажу я ні слова
- Осінь
- Рибалка
- Солов'їні далі
- Степ
- Так ніхто не кохав
- Третя рота (Павлу Безпощадному)
- Учитель
- Хлопчик
- Хто в рідному краї тепло здобуває
- Шахти, терикони
- Я пам'ятаю
- Як я люблю тебе, мій краю вугляний
- Сосюра В. Крізь вітри і роки: поезії / Володимир Сосюра. — Рад. письменник, 1940. — 131 с.
- Сосюра В. Журавлі прилетіли: поезії / В. Сосюра. — Київ: Рад. письменник, 1940. — 174 с.

### Поеми
- 1917 рік (1921)
- Віра (1923)
- Вітчизна (1949)
- Володька (лютий 1943)
- Вчителька (1927)
- Галичанка (1931)
- ДПУ
- Заводянка (1927)
- Залізниця (1923—1924; епопея з п'яти поем)
- Золотий ведмедик (1923)
- Мазепа
- Махно
- Минуле (1930)
- Оксана (1922)
- Розгром
- Розстріляне безсмертя (1960)
- Студентка (1947)
- Червона зима
- Сосюра В. Червоногвардієць: поема / Володимир Сосюра. — Київ: Держ. літ. вид-во, 1940. — 144 с.
- Сосюра В. Син України: поема / Володимир Сосюра. — Спілка рад. письменників України, 1942. — 19 с.
- Сосюра В. Мій син: поема / Володимир Сосюра. — Київ ; Харків: Укр. держ. вид-во, 1944. — 40 с.

### Слова пісень
- Пісня про Якіра (музика Пилипа Козицького)

## Вшанування пам'яті
- На батьківщині поета у місті Сіверську працює меморіальний музей.
- Пам'ятник Володимирові Сосюрі (Лисичанськ)
- 100-річчю від дня народження Володимира Сосюри присвячена Пам'ятна монета НБУ номіналом 2 гривні[11].
- У 1998 році випущена марка України із зображенням Володимира Сосюри.
- Життю і творчій діяльності поета присвячені: документальний фільм «Володимир Сосюра» (1971, режисер Вадим Кіслов), відеострічка «Володимир Сосюра» (1993)[12], а також документальний фільм «Так ніхто не кохав» (2008, частини 1, 2) з телевізійного циклу «Гра долі» (режисер Василь Образ, студія ВІАТЕЛ)[13].
- Провулок Володимира Сосюри в Житомирі.

2007 року українські літературознавці випадково знайшли невідомий доти вірш Володимира Сосюри у газеті «Селянська громада» від 3 серпня 1919 року під назвою «Останній бій».